# 学校法人奈良家庭学園
学校法人奈良家庭学園（がっこうほうじん ならかていがくえん）は、奈良県奈良市にかつて存在した学校法人。
複数ある運営校・運営施設のうち、情報産業専門学校（じょうほうさんぎょうせんもんがっこう）、奈良高等学園（ならこうとうがくえん）、奈良こども館（ならこどもかん）については、本稿で記述する。奈良高等専修学校については該当記事を、星槎大学サテライトカレッジ奈良校については星槎大学の項目を参照。

## 学園概要
設立者は島田アサヲである。1939年（昭和14年）に奈良育英高等女学校（現 奈良育英中学校・高等学校）の教職を定年で辞した後、余生を教育の道にささげようと念願して創立された。

### 学園章
八咫の鏡をかたどった中に桜を配し、その中央に学園のしるし「学」の文字を置いている。

### 学園訓
- 誠実
- 明朗
- 謙虚

### 歴代学園長
- 初代：島田アサヲ（1939年 - 1969年）
- 2代目：島田文人（1969年 - 2006年）
- 3代目：田中弘江（2006年 - 2007年）
- 4代目：島田和恵（2007年 - ）

### 歴代理事長
- 初代目：島田喜夫
- 2代目：島田文人
- 3代目：島田喜文（2006年 - ）

## 沿革
- 1939年 - 創立
- 1942年 - 奈良県知事の認可を受ける
- 1948年 - 学制改革に伴い現行の学則に改定
- 1955年 - 学校法人奈良家庭学園としての認可を受ける
- 1960年 - 補習科（1年制）設置
- 1963年 - 新校舎落成し現在地に移転
- 1966年
  - 補習科を専攻科と改称して2年制とする
  - 長年女子教育に努めた功績により島田アサヲ学園長に勲五等瑞宝章が授けられる
- 1967年 - 専攻科新校舎落成
- 1969年 - 初代島田アサヲ学園長に代わり、2代目島田文人学園長就任
- 1973年 - 専修学校制度の発足に伴い現行の学校制度に改定
- 1979年 - 創立40周年記念事業で校舎を増築
- 1981年
  - 校舎増改築第1期工事完成
  - 私立学校教育振興に尽した功績により島田喜夫理事長に勲五等瑞宝章が授けられる
- 1985年 - 奈良家庭学園高等専修学校を奈良高等専修学校に改名し、情報処理科を新設する（併せて女子高から男女共学に変更）
- 1987年
  - 校舎増改築第2期工事完成
  - 奈良家庭学園専門学校を情報産業専門学校に改名。情報産業専門課程が新設認可される
  - 従来の服飾専門課程は服飾産業専門課程に変更される
- 1989年 - 情報産業専門学校が通産省人材化育成連携機関委嘱校に指定される
- 1991年 - 情報産業専門学校西館完成
- 1994年 - 奈良高等専修学校の被服科をファッション科に改名する
- 1995年 - 情報産業専門学校卒業生に専門士の称号授与認可
- 2003年 - 私立学校教育振興に尽くした功績により島田文人理事長に勲五等双光旭日章が授けられる
- 2006年 - 理事長島田文人が亡くなり島田喜文に変更、併せて田中弘江が校長に就任
- 2007年 - 島田和惠が校長に就任
- 2008年 - 奈良こども館校舎が落成し現在地に移転
- 2009年5月20日 - 2009年新型インフルエンザ（豚インフルエンザ）が京都府、大阪府で感染者が出ているため（5月20日 - 5月24日）学校を休校
- 2011年 - 星槎大学と提携することになり、星槎大学サテライトカレッジ奈良校を開講
- 2013年 - 南館を解体
- 2014年 - 一般教養科設置、情報産業専門学校を廃止
- 2015年3月 - 奈良高等学園、新年度の生徒募集を停止し閉校[1]

## 学校概要
運営校のうち、奈良高等専修学校と奈良高等学園は科学技術学園高等学校の連携校であった。
奈良高等専修学校（3年制）

奈良高等学園（3年制、2年制、1年制）
通信単位制であり、高校を中退した人たちが高卒資格を取得するために開かれた学校。
前籍校と合わせて74単位を修得する。
情報産業専門学校（2年制）
ビジネス情報処理科、マネジメント情報処理科がある。
学習内容
- コンピュータ概論：基礎的なコンピュータの知識を学習。
- C言語：パソコンやマイコンなどのプログラミングを学習。
- Java：パソコンのプログラミングを学習。
- HTML：Webサイト作成技術を学習。
- ネットワーク：TCP/IPなどのネットワーク技術を学習。
- データベース：Microsoft Office Accessを利用したデータベースの構築を学習。
- ロボット・電子工作：オリジナル教材を使った実習で、ハンダ付け、金属加工、電子回路などの基礎を学習する。

星槎大学サテライトカレッジ奈良校（4年制）（2011年開校）

奈良こども館
保育対象年齢は6ヶ月 - 小学生である。
月極め保育は設定保育（食事や昼寝などが決められている）、それ以外の子どもには、過程のリズムと同じような流れの託児で、それぞれの子どもに合わせた保育をしている。
一人ひとりのこ子どもの思いを大切にしている託児所。
外遊びや季節ごとのイベントも充実していて初めての利用時には1時間無料サービスがある。
2007年（平成19年）12月に保育室を奈良高等専修学校内に移動した。
2021年（令和3年）7月現在、設立者が別事業者に移管している

### その他
- 情報産業専門学校
  - キャリアアップ講座（2010年より）
    - Photshop講座（全12時間/1回3時間）
    - Illustrator講座（全12時間/1回3時間）
    - Illustrator&Photshop講座（全12時間/1回3時間）
    - InDesign講座（全22時間/4回(6/4/6/6に分けて）
    - ホームページ作成講座（全12時間/1回3時間）

  - 委託訓練（2010年より）
    - ビジネス実践科、経理事務科

  - 基金訓練（2010年より）

## 学内施設・設備
2013年9月南館取り壊し
- 北館
  - (3F) コンピュータ室 奈良高等学園
  - (2F) 奈良高等学園、保健室、面談室、
  - (1F)  昇降口・受付、事務室、職員室、校長室、奈良子ども館

## 年間行事
- 入学式、卒業式
  - 奈良高等専修学校、奈良高等学園、情報産業専門学校の合同で行われる。
- 学園祭（文化の部）
  - 「古都祭」として学校内で行われる。
- 学園祭（体育の部）
- 球技大会

## 所在地・アクセス
- 〒630 - 8121 奈良市三条宮前町4 - 29
  - 近鉄奈良線 新大宮駅より徒歩約8分
  - JR奈良駅より徒歩約5分